# Teminetas
Teminetas (en francès Théminettes) és un municipi francès situat al departament de l'Òlt i a la regió d'Occitània.

## Demografia
| 1962                                       | 1968 | 1975 | 1982 | 1990 | 1999 | 2007 |
| ------------------------------------------ | ---- | ---- | ---- | ---- | ---- | ---- |
| 142                                        | 147  | 122  | 149  | 143  | 145  | 166  |
| Des de 1962: població sense dobles comptes |      |      |      |      |      |      |

## Administració
| Període | Identitat           | Partit |
| ------- | ------------------- | ------ |
| 2001-   | Sébastien Calmettes |        |